# Gazini Ganados
Gazini Christiana Jordi Acopiado Ganados (Dapitan, 26 de diciembre de 1995), es una modelo filipina, dedicada al modelaje comercial, se le conoce en el mundo profesional y de modelaje como Gazini Ganados. También se le conoce por su activismo en defensa del cuidado de personas mayores. Gazini participó en el concurso de belleza Miss Filipinas 2019 (Binibining Pilipinas) donde fue coronada Miss Universo Filipinas 2019.

## Vida y educación tempranas
Ganados nació en la ciudad de Dapitan, Zamboanga del Norte, Filipinas, de madre filipina y padre palestino. Nunca conoció a su padre biológico y fue criada por sus abuelos maternos. Ganados se mudó siendo aun niña a Talisay City, Cebú para poder estudiar su sexto grado. Es licenciada en Turismo graduada en la Universidad de San José-Recoletos de la ciudad de Cebú. 

## Carrera en concursos de belleza
Gazini comenzó su carrera de modelo a la edad de 15 años, cuando fue descubierta por Sven Chua, el hombre encargado de Origin Model & Artist Management. Ha participado en varios certámenes de belleza dentro de su país donde ganó Miss Milo Little Olympics 2011, fue segunda finalista en el Reyna ng Aliwan 2015, también participó en el Miss Cesafi 2016 y en la elección del Miss Mundo Filipinas 2014, donde logró ubicarse en el Top 13. El 9 de junio de 2019, compitió en Binibining Pilipinas 2019, el certamen de mayor rango en la belleza dentro del país asiático, representando a la ciudad de Talisay, de la provincia de Cebú donde ganó el título de Miss Universo Filipinas 2019. Ganados es la segunda cebuana en ganar el título del Binibining Pilipinas, siendo la primera, Pilar Pilapil, quien ganó en 1967. Durante la competencia nacional de disfraces, llevaba un conjunto inspirado en la reina Juana (reina consorte de Rajah Humabon) del antiguo Rajahnate de Cebú, y toda la representación de las festividades y el significado del Festival Sinulog en toda la isla de Cebú. En honor a sus raíces de Oriente Medio, eligió realizar una presentación de danza del vientre durante la competencia de talentos.  Como ella está muy cerca de sus abuelos, su defensa principal es el cuidado de los ancianos. Ganados fue coronada por la Miss Universo Filipinas 2018 y también Miss Universo 2018, Catriona Gray. 
Ganados ganó los siguientes premios especiales:
- Mejor en Vestido Largo
- Cara de Binibini (Miss Fotogénica)